# Rachispoda fuscipennis
Rachispoda fuscipennis är en tvåvingeart som först beskrevs av Alexander Henry Haliday 1833.  Rachispoda fuscipennis ingår i släktet Rachispoda, och familjen hoppflugor. Arten är reproducerande i Sverige.